# Nordic Sugar
Nordic Sugar A/S er en dansk sukkerproducent og et datterselskab til tyske Nordzucker. Virksomheden blev etableret i 2006 og udgjorde tidligere Danisco's sukkerdivision. Aktiviteterne i selskabet er baseret på sukkerfabrikkerne i Danmark, Sverige (Örtofta og Arlöv) og Finland (2 fabrikker). I Danmark var disse tidligere organiseret igennem De Danske Sukkerfabrikker, i Sverige fandtes Svenska Sockerfabriks og i Finland fandtes Finska socker. I Danmark foregår produktionen i dag kun på Nakskov Sukkerfabrik og Nykøbing Falster Sukkerfabrik. I 2009 blev selskabet solgt til Nordzucker. 